# 卜楚丘
卜楚丘，春秋時期魯國的的占卜官员。
季友将要出生的时候，鲁桓公让卜楚丘的父亲占卜。他说：“是男孩。他名叫友，在国君之右；处于周社和亳社之间，作为公室的辅助。季氏灭亡，鲁国不能盛昌。”又占筮，得到大有卦变成乾卦，说：“尊贵如同父亲，被敬重如同国君。”等到出生，季友手掌心有个纹路像“友”字，就以友命名。前609年（周匡王四年、鲁文公十八年、齐懿公四年），齐懿公下达了对鲁国的出兵日期，不久就得了病。医生说：“过不了秋天就会死去。”鲁文公听说后，占卜，说：“希望齐侯不到发兵日期就死。”叔仲惠伯在占卜前把所要占卜的事情致告龟甲，卜楚丘占卜说：“齐懿公不到日期而死，但不是因为生病；国君也听不到这件事了。致告龟甲的人有灾祸。”二月二十三日，鲁文公去世。齐懿公被邴歜、阎职杀死，叔仲惠伯被东门遂杀死。叔孙豹出生的时候，叔孙庄叔用《周易》来卜筮，得到明夷卦变成谦卦，把卦像给卜楚丘看。楚丘说：“这个孩子将会出奔他国，但又能回来为您祭祀。带坏人回来，名叫牛，这个孩子最后会饿死。明夷卦，是日。日的数目是十，所以有十个时辰，也和十个位次相配。从王以下，第二位是公，第三位是卿。日在中天最贵，露一点头是第二，刚刚升起是第三。明夷卦变成谦卦，已经明亮但升不高，大概相当于刚升起时，所以说可以继承卿位来祭祀。日变为谦卦，和鸟相配，所以说‘明夷于飞’。已经明亮但升不高，所以说‘垂其翼’。象征太阳的运动，所以说‘君子于行’。太阳刚升起相当于第三位，所以说‘三日不食’。离卦是火。艮卦是山。离卦是火，火烧山，山就毁坏。艮卦对人来说就是言语。毁坏的言语就是谗言，所以说‘有攸往，主人有言’，这话一定是谗言，与离卦的配合是牛，世道动乱而谗言得到胜利，胜利将会归向于离卦，所以说他名叫牛。谦卦就是不满足，所以虽然能飞而不能回旋，垂翼就是不高，所以虽有翅膀而不能飞行高远。所以说应该是你的继承人吧。你是亚卿，但是继承人虽长寿却有点不得善终。”《汉书·古今人表》将他定位四等中上。